# Orientación

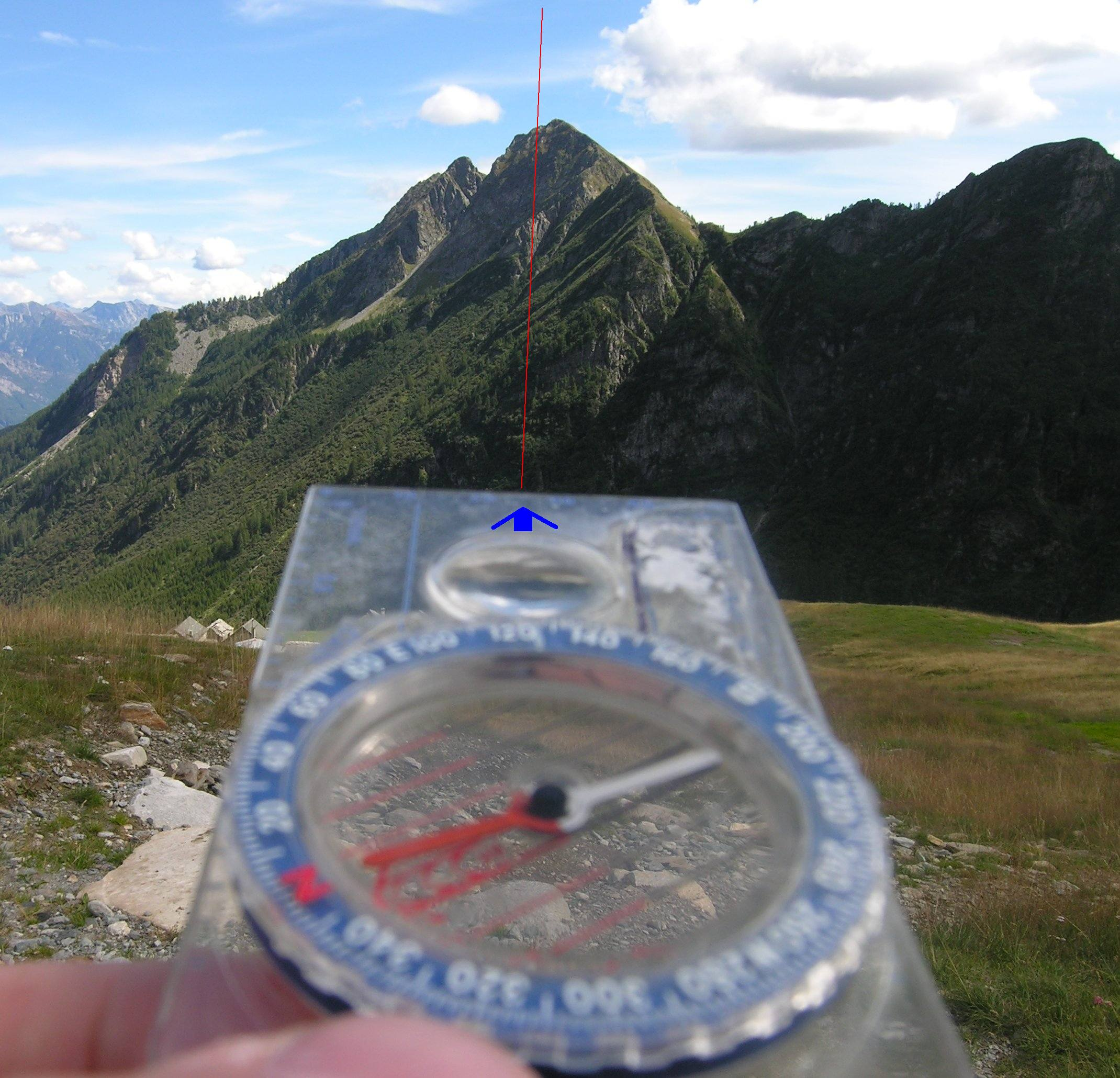
Brújula de orientación.

Orientación es la acción de ubicarse o reconocer el espacio circundante (orientación espacial) y situarse en el tiempo (orientación temporal). La palabra orientación proviene de la palabra "oriente" (el punto cardinal este).

## Métodos de orientación
- Mediante el uso de la brújula.
- Determinando el meridiano (línea norte-sur) mediante la sombra producida durante el día, con la ayuda de un reloj. Para ello se dispone horizontalmente un reloj analógico y se hace coincidir la aguja horaria con la dirección donde se encuentra el sol en ese momento: la dirección sur (en la mayor parte del hemisferio norte -al norte del trópico-) o norte (en la mayor parte del hemisferio sur -al sur del trópico-) quedará en la bisectriz del ángulo que forma la aguja horaria con las 12. En la zona intertropical de ambos hemisferios la dirección variará según la época del año y en determinados momentos no se produce sombra ninguna.
- Localizando la estrella polar (hemisferio norte) o la Cruz del Sur (hemisferio sur). En la zona intertropical es posible ver ambas.

- Por el musgo de los árboles (en el hemisferio norte crece en la cara norte y en el hemisferio sur en la cara sur).a

## El que sabe orientarse
En países hispanoamericanos, se dice "rumbero" a la persona que sabe orientarse, especialmente en la selva.